# Komplexprodukt
Das Komplexprodukt, meist einfach Produkt genannt, ist ein Begriff aus einem mathematischen Teilgebiet, der Gruppentheorie.
Ist {\displaystyle (M,\cdot )} ein Magma (zum Beispiel eine Gruppe) und sind {\displaystyle X} und {\displaystyle Y} Teilmengen von {\displaystyle M}, dann ist das Komplexprodukt von {\displaystyle X} mit {\displaystyle Y} definiert als
{\displaystyle X\cdot Y:=\{x\cdot y\mid x\in X,y\in Y\}}.
Es sind außerdem die Kurzschreibweisen
{\displaystyle {\begin{aligned}XY&:=X\cdot Y\\xY&:=\{x\}\cdot Y\\Xy&:=X\cdot \{y\}\end{aligned}}}
üblich, wobei {\displaystyle x,y} Elemente des Magmas sind.
Weil das Komplexprodukt auf den Teilmengen von {\displaystyle M} eine innere Verknüpfung definiert, macht es die Potenzmenge {\displaystyle P(M)} selbst zum Magma.

## Eigenschaften
- Ist das Magma M assoziativ (solche Magmen nennt man Halbgruppen), so ist auch {\displaystyle P(M)} mit dem Komplexprodukt assoziativ (also eine Halbgruppe).
- Ist das Magma M kommutativ, so ist auch {\displaystyle P(M)} mit dem Komplexprodukt kommutativ.
- Ist das Magma M ein Monoid, so ist auch {\displaystyle P(M)} mit dem Komplexprodukt ein Monoid. Das neutrale Element ist {\displaystyle \{e\}}, wobei {\displaystyle e\in M} das neutrale Element von {\displaystyle M} ist.
- Ist das Magma M eine Gruppe, so ist {\displaystyle P(M)} mit dem Komplexprodukt jedoch keine Gruppe, sondern nur ein Monoid. Dies sieht man zum Beispiel daran, dass die leere Menge in {\displaystyle P(M)} absorbierend ist.
- Das Komplexprodukt {\displaystyle UV} zweier Untergruppen {\displaystyle U} und {\displaystyle V} einer Gruppe ist eine Vereinigung von Linksnebenklassen von {\displaystyle V} und eine Vereinigung von Rechtsnebenklassen von {\displaystyle U}:

{\displaystyle UV=\bigcup _{u\in U}uV=\bigcup _{v\in V}Uv}
- Sind {\displaystyle U} und {\displaystyle V} endliche Untergruppen einer Gruppe, dann gilt für die Mächtigkeit des Komplexprodukts die Gleichung

{\displaystyle |UV|={\frac {|U|\cdot |V|}{|U\cap V|}}}
- Das Komplexprodukt eines Normalteilers mit einer Untergruppe einer Gruppe ergibt eine Untergruppe. Genauer gesagt gilt für alle Untergruppen {\displaystyle U} und {\displaystyle V}, dass {\displaystyle UV} genau dann eine Untergruppe ist, wenn {\displaystyle UV=VU} gilt. Ist {\displaystyle U} oder {\displaystyle V} ein Normalteiler, so ist dies erfüllt. Insbesondere ist also in abelschen Gruppen das Komplexprodukt von Untergruppen eine Untergruppe.
- Das Komplexprodukt von Nebenklassen {\displaystyle gN} und {\displaystyle hN} eines Normalteilers {\displaystyle N} ist {\displaystyle gN\cdot hN=(gh)N}. Mit diesem Produkt bilden die Nebenklassen von Normalteilern eine Gruppe, die Faktorgruppe von {\displaystyle G} nach {\displaystyle N}.
- Ist {\displaystyle N} Normalteiler und {\displaystyle U} Untergruppe von {\displaystyle G}, die die Eigenschaften {\displaystyle N\cap U=\{e\}} und {\displaystyle N\cdot U=G} haben, dann ist {\displaystyle G} das innere semidirekte Produkt von {\displaystyle N} mit {\displaystyle U}. Zur Existenz einer solchen Untergruppe bei gegebenem Normalteiler sei auf den Satz von Schur-Zassenhaus verwiesen.